# Мирко Рондовић
Мирко Рондовић (Видре код Пљеваља, 5. јун 1945) српски и црногорски је фолк пјевач. Његова најпознатија пјесма је: Сви пљеваљски тамбураши.

## Биографија
Пјевачку каријеру почео је као гимназијалац у КУД Волођа у Пљевљима, а по доласку на студије у Београд постаје вокални солиста АКУД Бранко Крсмановић, са којим је обишао многе земље на свим континентима. Прве трајне снимке за Радио Београд снимио је 1968. године, а после побједе и освојеног првог мјеста на такмичењу вокалних солиста културно умјетничких друштава 1970. године и пласмана у финале такмичења пјевача из цијеле земље Први глас студија шест, постаје стални солиста Радио Београда. Од тада па до данас, за фонотеку радија снимио је преко стотину пјесама, отргавши из заборава многе дивне пјесме из Старог Раса (данашњег Санџака), Црне Горе, БиХ и Македоније. Компоновао је око 30 песама, а познате су његове интерпретације пјесама: Грана од бора, Прођох кроз гору, Још не свиће рујна зора, Разбоље се зорна Зорка, Ил' је ведро, ил' облачно... Упоредо са музичком каријером, Мирко Рондовић је имао и успјешну радну каријеру у НИП Политика. Отац је петоро деце.

## Фестивали
- 1983. Хит парада - Женило се младо момче
- 1985. Фестивал народне музике Сарајево - Има нешто у том роду
- 1986. Вогошћа, Сарајево - Мило ми је
- 2011. Међународни фестивал народне музике УТЕКС, Београд - На Љубишњи најљепше се љуби